# Jonne Bergström
Stig Johan ("Jonne") Erik Bergström, född 28 mars 1915 i Örnsköldsvik, Västernorrlands län, död 29 januari 1987 i Kvissleby, Njurunda församling, Västernorrlands län, var en svensk konstnär.
Bergström studerade konst för Isaac Grünewald och i Paris. Hans konst består av figurstudier och norrländska landskapsbilder. Bergström är representerad vid Norrköpings konstmuseum, Linköpings museum, Sundsvalls museum och Värmlands museum.